# حمامة وردية لا ريونيونية
حمامة وردية لا ريونيونية (الاسم العلمي: Nesoenas duboisi)، هي نوع منقرض من الحمام الذي عاش سابقًا في جزر ماسكارين في لا ريونيون. يُعرف منهُ حمامة حمراء صدئية وصفها وقدمها دوبوا في عام 1674 وعظم عضد جُزأُحفوريّ واحد يتوافق مع الحمامة الوردية من موريشيوس ذات الصفات العامة، باستثناء كونها أطول قليلاً. أيضًا،اشار دوبوا إلى أن منقارها أحمر في القاعدة وأن عيونها محاطة بحلقة حمراء، وهذا يوحي إلى أن هذا النوع كان مرتبط بشكل وثيق مع أصناف موريشيوس.